# Còlit formiguer meridional
El còlit formiguer meridional (Myrmecocichla formicivora) és una espècie d'ocell de la família dels muscicàpids (Muscicapidae) pròpia de l'Àfrica austral. Es troba a Botswana, Eswatini, Lesotho, Namíbia, Sud-àfrica i Zimbàbue. Habita els matollars secs subtropicals o tropicals i les pastures de terres baixes seques subtropicals o tropicals. El seu estat de conservació es considera de risc mínim.